# David Freeman (scénariste)
Pour les articles homonymes, voir David Freeman et Freeman.
David Freeman est un scénariste américain, auteur de nouvelles, et occasionnellement journaliste.

## Biographie
David Freeman est né à Cleveland en Ohio. Il a étudié l'art dramatique et la littérature à Yale.
Sa pièce Jesse and the Bandit Queen, a été représentée plus de 200 fois à New York et dans le monde.
De décembre 1978 à mai 1979, Freeman est le dernier scénariste à avoir travaillé avec Alfred Hitchcock sur le scénario d'un film inspiré de l'évasion de l'espion George Blake d'après un récit romancé de Ronald Kirkbride, Short Night, et un témoignage publié par un complice d'évasion de Blake, Sean Bourke, The Springing of George Blake. Le célèbre scénariste Ernest Lehman avait laissé inachevé une première ébauche de scénario. Le film n'a pas été tourné, Hitchcock étant trop malade à la fin de sa vie (il meurt en avril 1980). Freeman a publié ses souvenirs sur Hitchcock et son scénario. 

## Filmographie
- 1972 : The Catcher (téléfilm)
- 1975 : Promise Him Anything (téléfilm)
- 1977 : Héros de Jeremy Kagan
- 1977 : First Love
- 1979 : The Short Night de Alfred Hitchcock (film jamais tourné)
- 1982 : Police frontière de Tony Richardson
- 1987 : La Rue de Jerry Schatzberg

## Théâtre
- Une clé pour deux, de John Chapman et David Freeman, mise en scène Michel Jeffrault
- Jesse and the Bandit Queen, pièce sur Jesse James